# August Horch

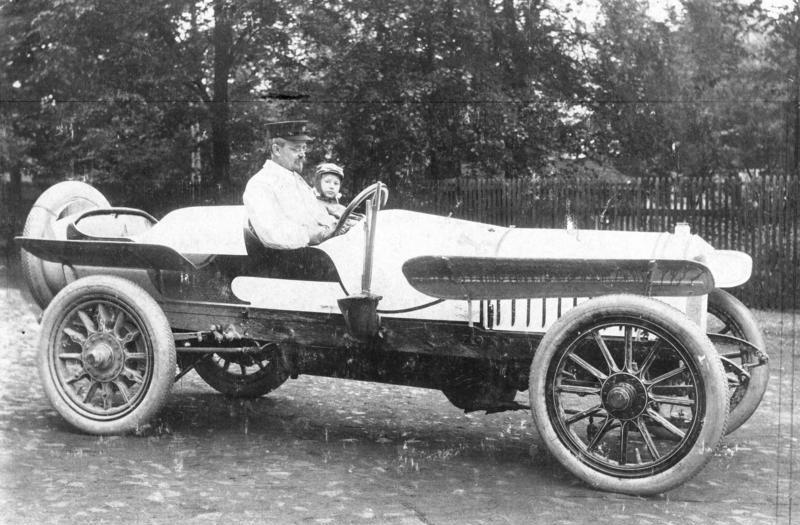

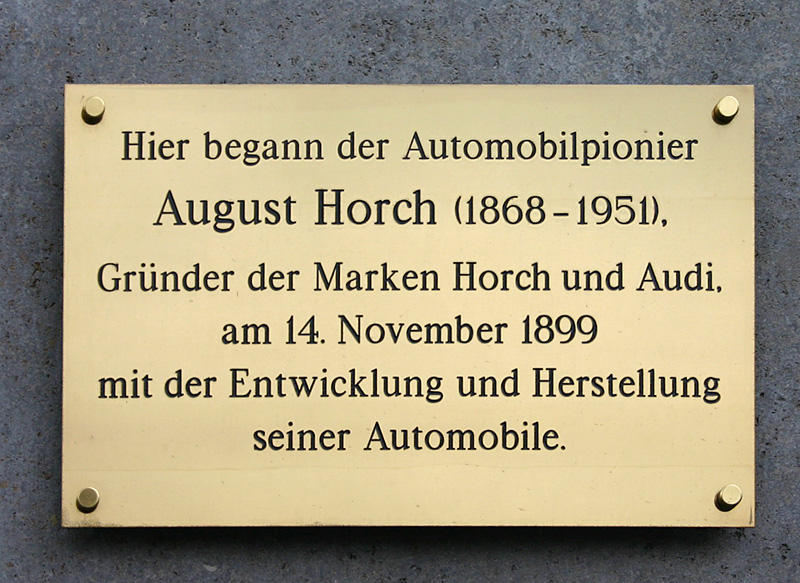
Uma placa memorial em Colônia, Alemanha.

August Horch (Winningen, 12 de outubro de 1868 — Münchberg, 3 de fevereiro de 1951) foi um engenheiro alemão. Fundador das empresas automobilísticas Horch e Audi.

## Manufatura
O primeiro automóvel Horch foi construído em 1901. A empresa mudou-se para Reichenbach em 1902 e Zwickau em 1904. Horch deixou a empresa em 1909 após uma disputa e começou a competir em Zwickau. Sua nova empresa foi inicialmente chamada Horch Automobil-Werke GmbH, mas após uma disputa legal sobre o nome Horch, ele decidiu fazer outra empresa automobilística. (O tribunal decidiu que Horch era uma marca registrada em nome dos ex-sócios de August e August não tinha mais o direito de usá-la). Consequentemente, Horch nomeou sua nova empresa Audi Automobilwerke GmbH em 1910, sendo Audi a latinização de Horch.

## Depois da Audi
Horch deixou a Audi em 1920 e foi para Berlim e teve vários empregos. Ele publicou sua autobiografia, I Built Cars (Ich Baute Autos) em 1937. Ele também atuou no conselho da Auto Union, sucessora da Audi Automobilwerke GmbH que ele fundou. Horch permaneceu como executivo honorário da Auto Union durante e após sua reincorporação em Ingolstadt, Baviera, no final dos anos 1940, até sua morte em 1951, não vivendo para ver a ressurreição posterior de sua marca Audi uma década depois sob a propriedade da Volkswagen.

Ele era um cidadão honorário de Zwickau e tinha uma rua com o nome de seus carros Audi em Zwickau e em sua cidade natal, Winningen. Ele foi nomeado professor honorário da Universidade de Tecnologia de Braunschweig. Há uma August Horchstrasse (August Horch Street) na principal fábrica da Audi em Ingolstadt.